# 感官樂園
《空屋情人》（韓語：빈 집）是韓國著名導演金基德2004年的限制級電影作品，並以此榮獲第61屆威尼斯影展最佳導演銀獅獎，成為首位奪得此獎的韓國導演。故事講述一位四處遊蕩的男子和一個無意中邂逅的女子的故事。

## 劇情介紹
泰錫是一名經常夜闖空屋的無業青年，但他不是為了當小偷，只是想在空屋裡生活。有一天，闖入遭丈夫家暴而被軟禁的善華家中，泰錫心中湧出救人的念頭，狠狠地教訓那個男人，並帶著善華離開...。

## 演員陣容
- 李丞涓 飾 善華
- 在　喜 飾 泰錫
- 權赫鎬 飾 善華的丈夫 民奎
- 朱鎮模 飾 曹探員
- 崔正豪
- 李周錫

## 外部連結
- 互联网电影数据库（IMDb）上《感官樂園》的资料（英文）
- 韓國映畫： （页面存档备份，存于）